# 前塞峰

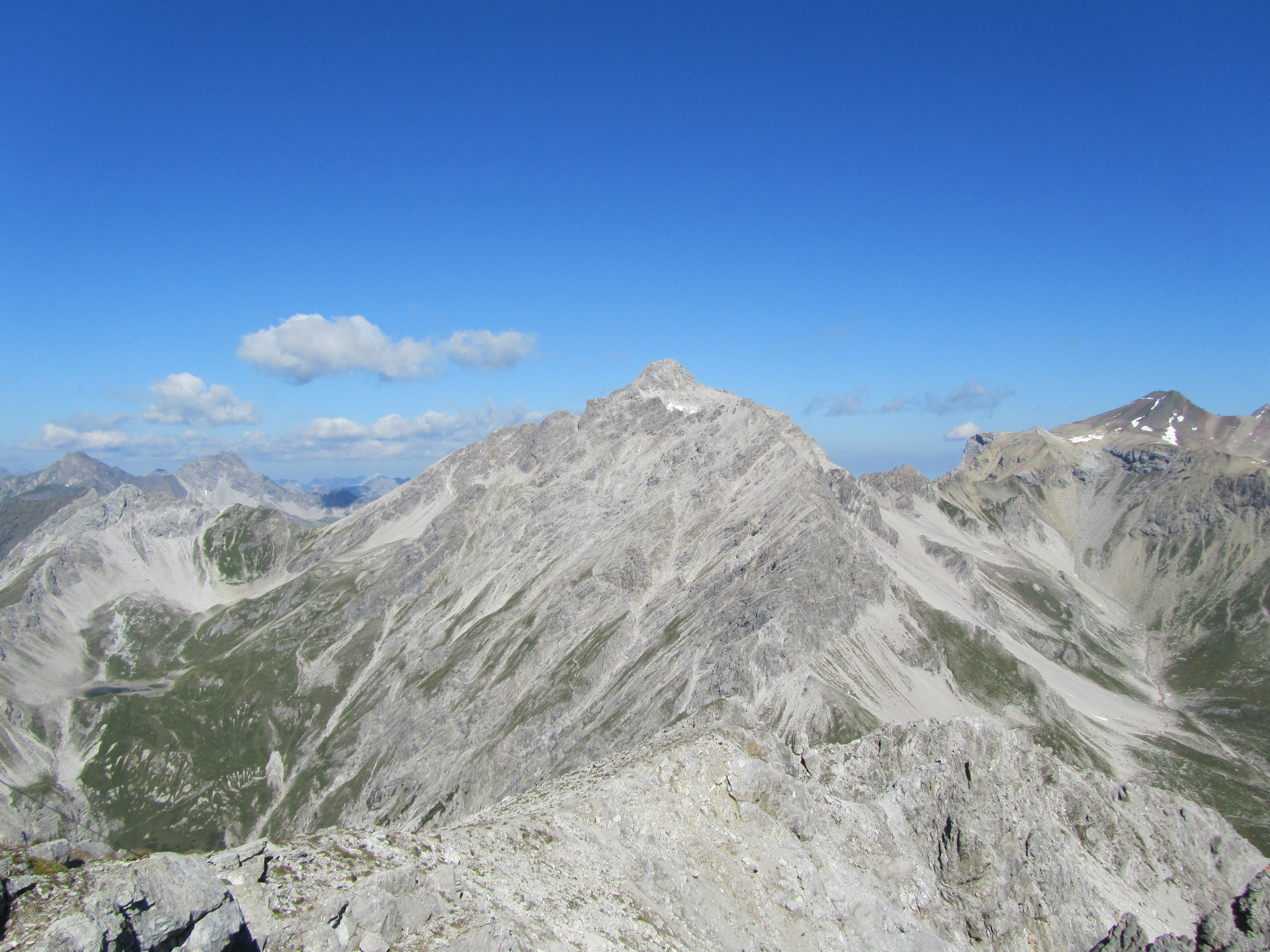

47°11′5″N 10°22′2″E / 47.18472°N 10.36722°E
前塞峰（德語：Vorderseespitze），是奧地利的山峰，位於該國西部，由蒂羅爾州負責管轄，屬於萊希塔爾阿爾卑斯山脈的一部分，距離霍爾茨高爾韋特峰2.4公里，海拔高度2,889米，人類在1855年首次登頂。